# Товариство опіки над пам'ятками минулого
Товариство опіки над пам'ятками минулого (пол. Towarzystwo Opieki nad Zabytkami Przeszłości) — асоціація, яка ставила мету охороняти пам'ятки і культурну спадщину Польщі, яке діяло в 1906–1944 роках.

Ця організація була заснована 26 червня 1906 року у Варшаві з ініціативи науковців і суспільних діячів. У 1911 році товариство отримало кам'яницю Баричків у Варшаві, котра від 1912 року була його офісом.

Асоціація здійснювала широку популяризаторську діяльність та піднімала багато ініціатив з охорони пам'яток народної культури.

В рамках діяльності ТОнПМ було відреставровано кілька сотень та внесено до каталогів декілька тисяч пам'ятних об'єктів. В часи І світової війни на території Росії з'явилась мережа спілок ТОнПМ. Особливо активними були відділи в Києві, Петербурзі, Москві. Завдяки діячам цього товариства, врятовано значну кількість польських пам'яток культури, які були вивезені до Російської Імперії або залишені на територіях Західної України та Західної Білорусі.

Перед розгортанням ІІ світової війни бібліотеку організації було переміщено до Музею Війська Польського у Варшаві.

Діло ТОнПМ перейняло Товариство опіки над пам'ятками, яке з'явилось у 1974 році.